# ウォーチャイルド
『ウォーチャイルド』（原題：War Child）は、イギリスのプログレッシブ・ロック・バンド、ジェスロ・タルが1974年に発表した7作目のスタジオ・アルバム。

## 背景
イアン・アンダーソンは当初、前作『パッション・プレイ』（1973年）のストーリーを元にした映画を企画し、本作はそのサウンドトラック・アルバムと位置付けられていたが、最終的には単体のアルバムとして発売された。アンダーソンは映画の計画が頓挫した理由について「ハリウッドの制作会社はアメリカ人のスター、制作管理の全権、それに売れ筋の監督を要求した」と説明している。
「スケーティング・アウェイ」、「バングル・イン・ザ・ジャングル」、「オンリー・ソリテアー」は、前作『パッション・プレイ』の原型となった作品「Chateau D'Isaster」から流用された。また、「トゥー・フィンガーズ」は『アクアラング』（1971年）制作時のアウトテイクを改作した曲である。

## 反響・評価
アメリカのBillboard 200では2位に達し、バンドにとって5作目の全米トップ10アルバムとなった。また、本作からのシングル「バングル・イン・ザ・ジャングル」はBillboard Hot 100で12位を記録し、バンドにとって2作目の全米トップ40シングルとなった。
バンドの母国イギリスでは、以前の作品ほどの成功を収められず、全英シングルチャートでは最高14位にとどまり、トップ100入りは4週のみであった。ノルウェーのアルバム・チャートでは6週トップ20入りし、うち2週にわたって8位を記録した。
Bruce Ederはオールミュージックにおいて5点満点中2.5点を付け「過去の作品ほど印象に残らない」「ここで聴ける音楽は、もはやタルの曖昧な歌詞を補えていない」と批判する一方、タイトル曲を「理にかなった成功作」、「レディーズ」を「アンダーソンのフルート演奏の中でも最高の名演の一つ」、「ザ・サード・フーラー」を「タルのフォーク曲の中でも特に愛らしい展開で始まる」と評している。

## リマスターCD
2002年発売のリマスターCDには、LPレコードの収録時間の制約により本作から外されていた7曲がボーナス・トラックとして収録された。そのうち「レインボウ・ブルーズ」は1976年発売のベスト・アルバム『M.U. - The Best of Jethro Tull』に初収録された曲で、2003年にはブラックモアズ・ナイトのアルバム『ゴースト・オブ・ア・ローズ』でカヴァーされた。
2014年に本作のリリース40周年を記念して発売された『シアター・エディション』は、2枚のCDと2枚のDVDから成る内容で、2002年のリマスターCDにも収録されていたボーナス・トラックに加えて、「Good Godmother」や「Tomorrow Was Today」といった未発表曲、タイトル曲の別ヴァージョン、映画のサウンドトラック用に構想されていたオーケストラ・ヴァージョン等も収録されている。

## 収録曲
特記なき楽曲はイアン・アンダーソン作。
1. ウォーチャイルド "War Child" – 4:36
2. クイーン・アンド・カントリー "Queen and Country" – 3:00
3. レディーズ "Ladies" – 3:18
4. バック・ドア・エンジェルズ "Back-Door Angels" – 5:26
5. シーライオン "Sealion" – 3:40
6. スケーティング・アウェイ "Skating Away on the Thin Ice of the New Day" – 4:12
7. バングル・イン・ザ・ジャングル "Bungle in the Jungle" – 3:37
8. オンリー・ソリテアー "Only Solitaire" – 1:39
9. ザ・サード・フーラー "The Third Hoorah" – 4:51
10. トゥー・フィンガーズ "Two Fingers" – 5:19

### 2002年リマスターCDボーナス・トラック
1. ウォーチャイルド・ワルツ "Warchild Waltz" – 4:21
2. カルテット "Quartet" – 2:44
3. パラダイス・ステーキハウス "Paradise Steakhouse" – 4:03
4. シーライオン2 "Sealion 2" (Ian Anderson, Jeffrey Hammond-Hammond) – 3:20
5. レインボウ・ブルーズ "Rainbow Blues" – 3:40
6. グローリー・ロウ "Glory Row" – 3:35
7. サチュレイション "Saturation" – 4:21

## 参加ミュージシャン
- イアン・アンダーソン - ボーカル、フルート、アコースティック・ギター、サクソフォーン
- マーティン・バー[注釈 1] - エレクトリック・ギター、スパニッシュ・ギター
- ジョン・エヴァン - ピアノ、オルガン、シンセサイザー、アコーディオン
- ジェフリー・ハモンド - ベース、アコースティック・ベース
- バリモア・バーロウ - ドラムス、グロッケンシュピール、パーカッション

アディショナル・ミュージシャン
- デヴィッド・パーマー - オーケストラ・アレンジ